# Pizzo Coca
De Pizzo Coca is een berg in de Noord Italiaanse regio Lombardije. Het is de hoogste berg van de Orobische Alpen. De berg is gelegen op de grens van de provincies Bergamo en Sondrio. Ten zuiden van de berg ligt het Valle Seriana, ten noorden van de top het kleine Valle Armisa dat uitloopt op het Valtellina.
De top is het gemakkelijkst te bereiken vanaf de Bergamasker zijde. Vanuit Valbondione voert een pad via het Rifugio Coca omhoog. Onderweg worden de waterval Cascata del Serio en het Lago di Coca gepasserd.